# Cantone di Fréjus
Il Cantone di Fréjus è una divisione amministrativa dell'arrondissement di Draguignan.
A seguito della riforma complessiva dei cantoni del 2014 è passato da 3 comuni ad una frazione.

## Composizione
Prima della riforma del 2014 comprendeva i comuni di:
- Les Adrets-de-l'Estérel
- Bagnols-en-Forêt
- Fréjus

Dal 2015 comprende solo la parte meridionale del comune di Fréjus.